# Malvastrum americanum
La malva cimarrona de Cuba (Malvastrum americanum) es una especie de planta fanerógama perteneciente a la familia  Malvaceae.  Es originario de América.

## Descripción
Son sufrútices o arbustos; con los tallos estrellado-pubescentes. Las hojas ovadas, serradas, cortamente estrellado-pubescentes. Las inflorescencias espiciformes, densas, las espigas terminales, o bien las ramas laterales terminando en espigas, las flores individuales bracteadas, sésiles; calículo de bractéolas lineares; cáliz de 5–6 mm de largo, acrescente hasta 6–10 mm cuando en fruto, hirsuto; los pétalos de 8–9 mm de largo, amarillo-anaranjados; androceo amarillento, la columna estaminal estrellado-pubescente. Frutos 5–6 mm de diámetro, carpidios 11–14, setosos apicalmente, lisos y glabros en el dorso, lateralmente acostillados, sin prominencias.

## Distribución y hábitat
Es una especie común, que se encuentra en sitios alterados, en las zonas norcentral y pacífica; a una altitud de 0–1000 metros, desde Texas hasta Argentina, también en los trópicos del Viejo Mundo.

## Sinonimia
| - Malva americana L. - Malva betulina Desr. - Malva brachystachya F.Muell. - Malva gangetica L. - Malva macrostachya C.Presl - Malva ovata Cav. - Malva polystachya Cav. | - Malva spicata L. - Malva timoriensis DC. - Malvastrum macrostachyum (C.Presl) Hemsl. - Malvastrum spicatum (L.) A.Gray - Malveopsis americana (L.) Kuntze - Malveopsis spicata Kuntze - Melochia spicata (L.) Fryxell - Sphaeralcea americana (L.) Metz |